# Dème d'Aspropótamos
Le dème d'Aspropótamos, en grec moderne : Δήμος Ασπροποτάμου / Dímos Aspropotámou, est un ancien dème du district régional d'Eurytanie en Grèce-Centrale. Depuis 2010, il fait partie du dème d'Ágrafa.
Selon le recensement de 2011, la population du dème compte 1 581 habitants.